# Vittorio Amedeo Cigna-Santi
Vittorio Amedeo Cigna-Santi (né le 25 décembre 1728 à Poirino, dans l'actuelle province de Turin, au Piémont, alors dans le royaume de Sardaigne et mort à Venise après 1795) est un librettiste d'opéras italien du XVIIIe siècle.

## Biographie
On sait peu de chose sur la vie de Vittorio Amedeo Cigna-Santi. Après avoir publié quelques poèmes, il entreprend la carrière de librettiste pour le Teatro Regio de Turin, poste qu'il occupera pendant trente ans.
Ses premiers livrets ont un succès modeste. Il écrit ensuite son célèbre Mitridate, Re di Ponto d'après la pièce de Jean Racine et qui sera mis en musique par le non moins célèbre Wolfgang Amadeus Mozart en 1770. Puis en 1765, il produit Moctezuma mis en musique par Gian Franco de Majo et présenté la même année au Teatro Regio. C'est son livret le plus populaire puisqu'il sera mis en musique par de nombreux compositeurs.
Les livrets de Cigna-Santi se rattachent au genre du dramma per musica. Il doit beaucoup à Apostolo Zeno et Pietro Metastasio.

## Livrets d'opéra
- Andromeda, dramma per musica
  - Gioacchino Cocchi, Carnaval 1755;
  - Giuseppe Colla, 1771;
  - Giuseppe Gazzaniga sous le titre de Perseo ed Andromeda, 1775
- Enea nel Lazio, dramma per musica
  - Tommaso Traetta, 1760
- Ifigenia in Aulide, dramma per musica
  - Ferdinando Bertoni, 1762;
  - Carlo Franchi, 1766
- Ercole sul Tago, serenata per musica
  - Luciano Xavier dos Santos, 1765
- Moctezuma, dramma per musica
  - Gian Francesco de Majo, 1765;
  - Josef Mysliveček, 1771;
  - Giovanni Paisiello, 1772;
  - Baldassarre Galuppi, 1772;
  - Antonio Sacchini, 1775;
  - Pasquale Anfossi, 1776;
  - Giacomo Insanguine, 1780;
  - Nicola Antonio Zingarelli, 1781
- Mitridate, Re di Ponto, dramma per musica
  - Quirino Gasparini, 1767;
  - Wolfgang Amadeus Mozart, 1770
- Issea, favola pastorale
  - Gaetano Pugnani, 1771
- Tamas Kouli-Kan nell'India, dramma per musica
  - Gaetano Pugnani, 1772;
  - Pietro Alessandro Guglielmi, 1774;
  - Vicente Martin y Soler, 1781
- L'isola di Alcina, dramma per musica
  - Felice Alessandri sous le titre d'Alcina e Ruggero, 1775